# سفمنوکسیم
سفمنوکسیم(به انگلیسی: Cefmenoxime) یک آنتی بیوتیک سفالوسپورینی نسل سوم است.